# Milan Čadež
Milan Čadež, slovenski politik, * 11. maj 1966, Kranj.
Bil je poslanec 5. državnega zbora Republike Slovenije (2008-11).

## Politična pot
Kot strojni inženir je bil do prevzema županske funkcije zaposlen v TCG-Unitech-LTH v Škofji Loki. Član Slovenske demokratske stranke je postal v letu 1999, dve leti kasneje pa je prevzel vodenje občinskega odbora stranke. Leta 2004 je bil slednji izbran za najuspešnejši odbor v državi. Leta 2006 je kandidiral za župana Občine Gorenja vas - Poljane, ter v drugem krogu premagal dolgoletnega župana Jožeta Bogataja. Leta 2010 in 2014 je bil z veliko večino ponovno izvoljen za župana.
Kot županski kandidat stranke SDS je na lokalnih volitvah leta 2006 v drugem krogu prejel 54,39%, leta 2010 pa je v prvem krogu prejel 79,26%.

### Državni zbor
2008-2011
V času 5. državnega zbora Republike Slovenije, član Slovenske demokratske stranke, je bil član naslednjih delovnih teles:
- Odbor za gospodarstvo (član)
- Odbor za Odbor za lokalno samoupravo in regionalni razvoj (podpredsednik)
- Odbor za promet (član)